# سمكة البعوض
سمكة البعوض وتعرف أيضاً باسم سمكة الجامبوزيا أو الغمبوسية هي فصيلة من فصائل أسماك المياه العذبة واكتشفت لأول مرة في بحيرات فلوريدا في الولايات المتحدة الأمريكية والمكسيك ثم في أوروبا. وتعرف بأنها تعيش في المياه العذبة ولكن تتأقلم مع المياه عالية الملوحة و ضعيفة التهوية و درجات الحرارة العالية لها نوعان رئيسيان سمكة البعوض الشرقية و الغربية و لكن يطلق الاسم عادة على الغربية و تسمى الجامبوزيا على وجه العمو وهي تعيش غالبا في مصبات الأنهار حيث تتغذى على يرقات الحشرات المائية و يرقات البعوض لمقدرتها على التأقلم أصبحت من أكثر الأسماك انتشارا في العالم حيث أدخلت في كثير من البلدان كوسيلة لمحاربة حيوية للبعوض كطريقة للمحافظة على البيئة وهي سمكة صغيرة و ملفوفة رمادية اللون أو تميل للفضية و ذيلها مستدير النهاية و فم ممدود مدبب مصمم للإطعام على سطح الماء وهي أيضا من الأسماك الواضعة للبيض المعرض للافتراس في البيئة المواتية تعيش السمكة إلى ثلاثة سنوات و لذلك تتضاعف أعدادها بسرعة كبيرة و تسيطر على البيئة المحيطة و هي سمكة ناجحة في كل الأحوال و تكون أسراب قد يصل عددها إلى من 7000 سمكة إلى 120000 سمكة في السرب الواحد لبلوغها السريع و تكاثرها عدة مرات في السنة الواحدة قد تصل إلى 50 مرة.